# Pfaffenhofen an der Roth
Pfaffenhofen an der Roth, Pfaffenhofen a.d.Roth – gmina targowa w Niemczech, w kraju związkowym Bawaria, w rejencji Szwabia, w regionie Donau-Iller, w powiecie Neu-Ulm, siedziba wspólnoty administracyjnej Pfaffenhofen an der Roth. Leży około 12 km na wschód od Neu-Ulmu, nad rzeką Roth.

## Polityka
Wójtem gminy jest Josef Walz z CSU, rada gminy składa się z 20 osób.
|      | CSU | SPD | FWG | WG Roth-Berg | WG Biberberg-Balmertshofen | Razem |
| 2008 | 8   | 5   | 4   | 2            | 1                          | 20    |
| 2002 | 9   | 5   | 3   | 2            | 1                          | 20    |